# Hemicordulia pacifica
Hemicordulia pacifica – gatunek ważki z rodziny szklarkowatych (Corduliidae).